# Louis Gelly
Louis Gelly, né le 3 février 1739 à Béziers (Hérault), mort le 6 novembre 1801 à Béziers (Hérault), est un général de brigade de la Révolution française.

## États de service
Il entre en service le 15 octobre 1755, comme soldat au régiment de Bourbon, et il passe capitaine le 15 septembre 1791, au 56e régiment d’infanterie.
Chef de bataillon le 8 mars 1793, il est promu général de brigade provisoire le 20 avril 1794.
Il meurt le 6 novembre 1801, à Béziers. 

## Sources
- (en) « Generals Who Served in the French Army during the Period 1789 - 1814: Eberle to Exelmans »
- Côte S.H.A.T.: 20 YD 53
- Léon Hennet, Etat militaire de France pour l’année 1793, Siège de la société, Paris, 1903, p. 106.
- Docteur Robinet, Jean-François Eugène et J. Le Chapelain, Dictionnaire historique et biographique de la révolution et de l'empire, 1789-1815, volume 2, Librairie Historique de la révolution et de l’empire, 886 p. (lire en ligne), p. 32.